# Christian Laettner
Christian Donald Laettner (Angola, Nueva York; 17 de agosto de 1969) es un exjugador de baloncesto estadounidense que disputó 13 temporadas en la NBA. Con 2,11 metros de altura, jugaba en la posición de pívot.
Está considerado uno de los mejores jugadores de la historia del baloncesto universitario estadounidense, y es un ídolo entre los Blue Devils de la Universidad de Duke.
En 1992 fue galardonado con el premio al mejor jugador universitario de la NCAA, razón por la cual representó a Estados Unidos en los Juegos Olímpicos de Barcelona, siendo el único representante del baloncesto universitario dentro del mítico Dream Team.

## Estadísticas de su carrera en la NBA

### Temporada regular
| Año      | Equipo     | PJ  | PT  | MPP  | %TC  | %3P  | %TL   | RPP  | APP | ROB | TPP | PPP  |
| -------- | ---------- | --- | --- | ---- | ---- | ---- | ----- | ---- | --- | --- | --- | ---- |
| 1992-93  | Minnesota  | 81  | 81  | 34.9 | .474 | .100 | .835  | 8.7  | 2.8 | 2.1 | 1.0 | 18.2 |
| 1993-94  | Minnesota  | 70  | 67  | 34.7 | .448 | .240 | .783  | 8.6  | 4.4 | 2.3 | 1.2 | 16.8 |
| 1994-95  | Minnesota  | 81  | 80  | 34.2 | .489 | .325 | .818  | 7.6  | 2.9 | 2.0 | 1.1 | 16.3 |
| 1995-96  | Minnesota  | 44  | 44  | 34.5 | .486 | .290 | .816  | 6.9  | 2.9 | 2.2 | 1.0 | 18.0 |
| 1995-96  | Atlanta    | 30  | 27  | 32.6 | .489 | .000 | .823  | 7.9  | 2.3 | 2.9 | 0.9 | 14.2 |
| 1996-97  | Atlanta    | 82  | 82  | 38.3 | .486 | .352 | .816  | 8.8  | 2.7 | 2.6 | 0.8 | 18.1 |
| 1997-98  | Atlanta    | 74  | 59  | 30.8 | .485 | .222 | .864  | 6.6  | 2.6 | 1.9 | 1.0 | 13.8 |
| 1998-99  | Detroit    | 16  | 0   | 21.1 | .358 | .333 | .772  | 3.4  | 1.5 | 1.3 | 0.8 | 7.6  |
| 1999-00  | Detroit    | 82  | 82  | 29.8 | .473 | .292 | .812  | 6.7  | 2.3 | 2.1 | 0.5 | 12.2 |
| 2000-01  | Dallas     | 53  | 35  | 17.5 | .511 | .333 | .817  | 4.0  | 1.3 | 1.4 | 0.5 | 7.5  |
| 2000-01  | Washington | 25  | 13  | 29.3 | .491 | .300 | .844  | 6.1  | 2.3 | 1.7 | 0.8 | 13.2 |
| 2001-02  | Washington | 57  | 48  | 25.3 | .464 | .200 | .868  | 5.3  | 2.6 | 1.3 | 0.4 | 7.1  |
| 2002-03  | Washington | 76  | 66  | 29.1 | .494 | .125 | .833  | 6.6  | 3.1 | 1.5 | 0.5 | 8.3  |
| 2003-04  | Washington | 48  | 18  | 20.5 | .465 | .286 | .800  | 4.8  | 1.9 | 1.0 | 0.6 | 5.9  |
| 2004-05  | Miami      | 49  | 0   | 15.1 | .582 | .143 | .763  | 2.7  | 0.8 | 0.7 | 0.3 | 5.3  |
| Total    | Total      | 868 | 692 | 29.7 | .480 | .261 | .820  | 6.7  | 2.6 | 1.9 | 0.8 | 12.8 |
| All-Star | All-Star   | 1   | 0   | 24   | .600 | -    | 1.000 | 11.0 | 2.0 | 4.0 | 1.0 | 7.0  |

### Playoffs
| Año   | Equipo  | PJ | PT | MPP  | %TC  | %3P  | %TL  | RPP | APP | ROB | TPP | PPP  |
| ----- | ------- | -- | -- | ---- | ---- | ---- | ---- | --- | --- | --- | --- | ---- |
| 1996  | Atlanta | 10 | 10 | 33.4 | .484 | .333 | .704 | 6.9 | 1.5 | 2.7 | 1.0 | 15.7 |
| 1997  | Atlanta | 10 | 10 | 40.3 | .405 | .190 | .857 | 7.2 | 2.6 | 1.9 | 0.8 | 17.6 |
| 1998  | Atlanta | 4  | 0  | 21.8 | .343 | .000 | .882 | 4.3 | 1.0 | 0.8 | 0.3 | 9.8  |
| 1999  | Detroit | 5  | 0  | 24.6 | .426 | -    | .786 | 2.8 | 2.2 | 1.2 | 0.2 | 10.2 |
| 2000  | Detroit | 3  | 3  | 25.0 | .412 | -    | .750 | 5.0 | 2.0 | 0.7 | 0.3 | 6.7  |
| 2005  | Miami   | 13 | 0  | 10.5 | .500 | .000 | .833 | 1.9 | 0.5 | 0.2 | 0.0 | 2.2  |
| Total | Total   | 45 | 23 | 25.7 | .432 | .179 | .794 | 4.7 | 1.5 | 1.3 | 0.5 | 10.5 |

## Vida personal
Laettner vive en Ponte Vedra Beach, Florida, con su esposa e hijos y se ha convertido en aviador y pescador de muskallonga. Laettner también ha donado dinero generosamente a su alma mater, para poder mejorar las infraestructuras.
Laettner mantiene una estrecha amistad con su compañero de equipo en Duke, Brian Davis. Ambos han creado varias empresas de negocio conjunto, incluyendo el desarrollo de una inmobiliaria en Durham, y un intento fallido por comprar los Memphis Grizzlies. También se han producido algunos problemas jurídicos.

## Logros y reconocimientos
- 2 veces campeón de la NCAA (1991, 1992)
- Jugador Más Destacado de la NCAA (1991)
- Jugador Colegial Nacional del Año (1992)
- Camiseta con el No.32 retirada por Duke en 1992
- Medalla de Oro Olímpico en 1992
- All-Star en 1997
- Salón de la Fama Nacional Polaco-Americano (2008)
- Salón de la Fama Olímpico de Estados Unidos (2009, como miembro del "Dream Team")
- Salón de la Fama del Baloncesto Colegial (2010)
- Salón de la Fama del Naismith Memorial (2010, como miembro del "Dream Team")